# IAAC
카탈로니아 건축 학교(영어: Institute for Advanced Architecture of Catalonia)는 스페인 바르셀로나에 위치한 건축 교육 및 연구를 위한 기관이다. 21세기의 건설, 주거 문제에 해법을 제시하기 위해 설립되었다. 줄여서 IAAC라고 부른다
바르셀로나 22구에 위치한 IAAC는 도시, 빌딩, 자재 생산 등 다양한 스케일에 기반하여 이뤄지며 생태학, 에너지, 디지털, 신기술 등 많은 분야를 다룬다. 교육과정은 카탈루냐 공과대학교의 인증을 받았으며 MIT 미디어 랩과 함께하는 다수의 프로젝트가 진행 중이다.

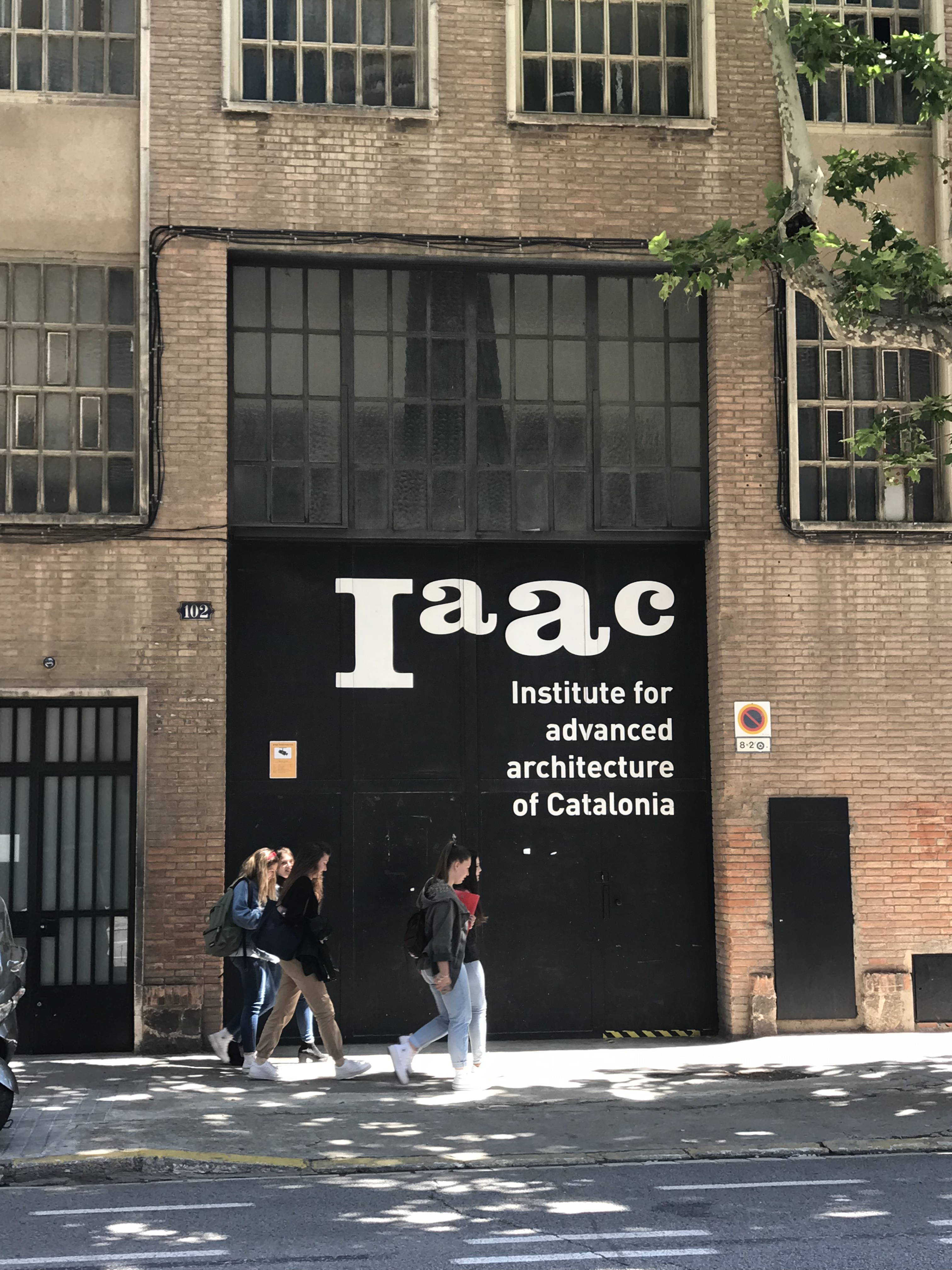
바르셀로나의 IAAC 입구

IAAC는 브라질, 대만, 크로아티아, 루마니아 등지에서 연구 프로젝트를 진행했다. 2008년 베네치아 비엔날레에 하이퍼해비타트(Hyperhabitat) 프로젝트로 참여했으며 2010년 마드리드에서 열린 솔라 데카슬론에서 전시한 실제 크기의 태양열 주택 모형은 많은 주목을 받았다. IAAC는 남유럽에서 가장 우수한 디지털 생산 작업 환경을 갖추고 있으며 레이저 커터, 3D 프린터, 밀링 머신, 칩셋 생산 설비가 구비되어 있다. 2016년 세계 최초로 3D 프린터 기술로 다리를 제작했다.